# Strijtemmolen
De Strijtemmolen was een korenwindmolen. De molen was gelegen in Strijtem (gemeente Roosdaal). en werd ook wel Molen Van der Perre, Molen Van Cutsem of Rottendriesmolen genoemd.

## Historiek
De houten graanwindmolen stond voorheen op een andere plaats in Vlaanderen.
In 1862 werd hij door Vitalis Van Cutsem overgebracht naar de Lostraat te Strijtem, ter hoogte van Lostraat 178, 70 m van de straat af, grenzend aan het wandelpad de Molenweg. De familie Van Cutsem-Steppe richtte hem op, op de gronden van de familie De Failly.
De molenaar Vitalis Van Cutsem was ook molenaar in Sterrebeek en hij verhuurde de molen in 1868 aan de heer De Gieter.
Tot 1908 bleef de molen in handen van de familie Van Cutsem. Bomen verhinderden echter dat er goed kon gemalen worden. Zo kon de molen slechts 55 dagen per jaar actief zijn, hetgeen weinig rendabel was.
In 1910 liet de schoonzoon, Pieter-Jan Van der Perre, de molen slopen. Hij maalde verder met een mechanische gasmolen, die hij in de schuren van het molenaarshuis, had laten bouwen.
In 1946 werkte de molen op elektriciteit en was Albert Van der Perre er molenaar. Hij bouwde in 1948 aan het molenaarshuis een nieuwe, modernere maalderij, die door zoon Jef Van der Perre werd bediend tot in 1992. De maalderij kreeg op de Open Monumentendag van 1995 nog bezoek van de gouverneur van Vlaams-Brabant. De mechanische molen en molenaarshuis gingen schielijk ten gronde op 7 september 2011.
Anno 2020 rest enkel nog een lege plaats waar de windmolen op ca 85 m van de Lostraat verwijderd stond.

## Ontsluiting van de molen
Dit plekje is een halte op de Molenfietsroute Roosdaal. Deze wandel-/fietsroute is een onderdeel van de Molenbox, ontwikkeld door de Erfgoedcel Pajottenland Zennevallei in 2009. In 2020 werd de geschiedenis van de molen door de gemeente Roosdaal ontsloten via een QR-code.